# Internationaal Wegcriterium 2012
Het Internationaal Wegcriterium 2012 (Frans: Critérium International 2012) werd verreden van 24 maart tot 25 maart 2012 op het eiland Corsica in Frankrijk. De wedstrijd maakte deel uit van de UCI Europe Tour 2012. Het was de derde editie die op Corsica werd georganiseerd.

## Startlijst
| RadioShack-Nissan-Trek | BMC Racing Team | Cofidis |
| - 1. Fränk Schleck - 2. George Bennett - 3. Benjamin King - 4. Andreas Klöden - 5. Maxime Monfort - 6. Nélson Oliveira - 7. Joost Posthuma - 8. Jens Voigt                          | - 11. Cadel Evans - 12. Brent Bookwalter - 13. Yannick Eijssen - 14. Amaël Moinard - 15. Marco Pinotti - 16. Timothy Roe - 17. Danilo Wyss - 18. —                                         | - 21. Mickaël Buffaz - 22. Jean-Eudes Demaret - 23. Arnaud Labbe - 24. Rudy Molard - 25. Damien Monier - 26. Tristan Valentin - 27. Nicolas Vogondy - 28. —                                   |
| Sky ProCycling | FDJ-BigMat | Team Garmin-Sharp-Barracuda |
| - 31. Chris Froome - 32. Thomas Lövkvist - 33. Lars Petter Nordhaug - 34. Salvatore Puccio - 35. Michael Rogers - 36. Luke Rowe - 37. — - 38. —                                     | - 41. Pierrick Fédrigo - 42. Nacer Bouhanni - 43. Arnaud Courteille - 44. Arnaud Gérard - 45. Rémi Pauriol - 46. Anthony Roux - 47. Benoît Vaugrenard - 48. —                              | - 51. Christophe Le Mével - 52. Thomas Dekker - 53. Nathan Haas - 54. Michel Kreder - 55. Raymond Kreder - 56. Andrew Talansky - 57. Fabian Wegmann - 58. David Zabriskie                     |
| AG2R-La Mondiale | Euskaltel-Euskadi | Team Europcar |
| - 61. Rinaldo Nocentini - 62. Julien Bérard - 63. Maxime Bouet - 64. Hubert Dupont - 65. John Gadret - 66. Matteo Montaguti - 67. Jean-Christophe Péraud - 68. Christophe Riblon    | - 71. Romain Sicard - 72. Igor Antón - 73. Mikel Astarloza - 74. Peio Bilbao - 75. Mikel Landa - 76. Egoi Martínez - 77. Alan Pérez - 78. Gorka Verdugo                                    | - 81. Pierre Rolland - 82. Giovanni Bernaudeau - 83. Anthony Charteau - 84. Cyril Gautier - 85. Christophe Kern - 86. Davide Malacarne - 87. Matteo Pelucchi - 88. Perrig Quéméneur           |
| Coldeportes-Colombia | Saur-Sojasun | Project 1t4i |
| - 91. Fabio Duarte - 92. Darwin Atapuma - 93. Esteban Chaves - 94. Luis Felipe Laverde - 95. Wilson Marentes - 96. Jarlinson Pantano - 97. Víctor Hugo Peña - 98. Jeffry Romero     | - 101. Jimmy Engoulvent - 102. Jonathan Hivert - 103. Christophe Laborie - 104. David Le Lay - 105. Guillaume Levarlet - 106. Laurent Mangel - 107. Rony Martias - 108. Yannick Talabardon | - 111. Alexandre Geniez - 112. Thomas Bonnin - 113. Tom Dumoulin - 114. Simon Geschke - 115. Patrick Gretsch - 116. Cheng Ji - 117. Tobias Ludvigsson - 118. Albert Timmer                    |
| Bretagne-Schuller | Team Type 1–Sanofi | Vélo-Club La Pomme Marseille |
| - 121. Dimitri Champion - 122. Jean-Luc Delpech - 123. Renaud Dion - 124. Armindo Fonseca - 125. Florian Guillou - 126. Romain Hardy - 127. Geoffroy Lequatre - 128. Florian Vachon | - 131. Julien El Fares - 132. Julien Antomarchi - 133. Rubens Bertogliati - 134. Rémi Cusin - 135. Aleksandr Jefimkin - 136. Jure Kocjan - 137. Vegard Stake Laengen - 138. Javier Mejías  | - 141. Yohan Cauquil - 142. Benjamin Giraud - 143. Clément Koretzky - 144. Yannick Martinez - 145. Pierre-Luc Périchon - 146. Evaldas Šiškevičius - 147. Toms Skujiņš - 148. Grégoire Tarride |
| Auber 93 | | |
| - 151. Fabien Bacquet - 152. Nicolas Bazin - 153. Mathieu Drujon - 154. Guillaume Faucon - 155. Dimitri Le Boulch - 156. Ronan Racault - 157. Nicolas Rousseau - 158. Steven Tronet | | |

## Etappe-overzicht
| Etappe | Datum    | Start         | Aankomst          | Afstand  | Type                | Winnaar          | Ploeg             |
| ------ | -------- | ------------- | ----------------- | -------- | ------------------- | ---------------- | ----------------- |
| 1e     | 24 maart | Porto-Vecchio | Porto-Vecchio     | 89,5 km  | Vlakke rit          | Florian Vachon   | Bretagne-Schuller |
| 2e     | 24 maart | Porto-Vecchio | Porto-Vecchio     | 6,5 km   | Individuele tijdrit | Cadel Evans      | BMC Racing Team   |
| 3e     | 25 maart | Porto-Vecchio | Col de l’Ospedale | 179,0 km | Bergrit             | Pierrick Fédrigo | FDJ-BigMat        |

## Uitslagen

### 1e etappe
| Porto-Vecchio – Porto-Vecchio (89,5 km) |                     |                        |          |
| Plaats                                  | Naam                | Ploeg                  | Tijd     |
| Winnaar                                 | Florian Vachon      | Bretagne-Schuller      | 2u03'48" |
| 2                                       | Danilo Wyss         | BMC Racing Team        | z.t.     |
| 3                                       | Clément Koretzky    | La Pomme Marseille     | z.t.     |
| 4                                       | Simon Geschke       | Project 1T4I-Felt      | z.t.     |
| 5                                       | Nicolas Bazin       | BigMat-Auber 93        | z.t.     |
| 6                                       | Geoffroy Lequatre   | Bretagne-Schuller      | z.t.     |
| 7                                       | Giovanni Bernaudeau | Team Europcar          | z.t.     |
| 8                                       | Romain Hardy        | Bretagne-Schuller      | z.t.     |
| 9                                       | Jens Voigt          | RadioShack-Nissan-Trek | z.t.     |
| 10                                      | Linus Gerdemann     | RadioShack-Nissan-Trek | z.t.     |
|                                         |                     |                        |          |
| 11                                      | Maxime Monfort      | RadioShack-Nissan-Trek | z.t.     |
| 48                                      | Tom Dumoulin        | Project 1T4I-Felt      | z.t.     |

### 2e etappe
| Porto-Vecchio – Porto-Vecchio (individuele tijdrit over 6,5 km) |                   |                        |       |
| Plaats                                                          | Naam              | Ploeg                  | Tijd  |
| Winnaar                                                         | Cadel Evans       | BMC Racing Team        | 7'21" |
| 2                                                               | Michael Rogers    | Sky ProCycling         | z.t.  |
| 3                                                               | Simon Geschke     | Project 1T4I-Felt      | z.t.  |
| 4                                                               | Anthony Roux      | FDJ-BigMat             | +1"   |
| 5                                                               | Maxime Monfort    | RadioShack-Nissan-Trek | +2"   |
| 6                                                               | Marco Pinotti     | BMC Racing Team        | z.t.  |
| 7                                                               | David Zabriskie   | Team Garmin-Barracuda  | z.t.  |
| 8                                                               | Brent Bookwalter  | BMC Racing Team        | z.t.  |
| 9                                                               | Christophe Riblon | AG2R-La Mondiale       | z.t.  |
| 10                                                              | Tom Dumoulin      | Project 1T4I-Felt      | +5"   |

### 3e etappe
| Porto-Vecchio – Col de l’Ospedale (179 km) |                        |                        |          |
| Plaats                                     | Naam                   | Ploeg                  | Tijd     |
| Winnaar                                    | Pierrick Fédrigo       | FDJ-BigMat             | 4u52'34" |
| 2                                          | Rinaldo Nocentini      | AG2R-La Mondiale       | z.t.     |
| 3                                          | Lars Petter Nordhaug   | Sky ProCycling         | z.t.     |
| 4                                          | Cadel Evans            | BMC Racing Team        | z.t.     |
| 5                                          | Guillaume Levarlet     | Saur-Sojasun           | +8"      |
| 6                                          | Christophe Le Mével    | Team Garmin-Barracuda  | z.t.     |
| 7                                          | Igor Antón             | Euskaltel-Euskadi      | z.t.     |
| 8                                          | Michael Rogers         | Sky ProCycling         | z.t.     |
| 9                                          | Jean-Christophe Péraud | AG2R-La Mondiale       | +20"     |
| 10                                         | Hubert Dupont          | AG2R-La Mondiale       | +21"     |
|                                            |                        |                        |          |
| 13                                         | Maxime Monfort         | RadioShack-Nissan-Trek | z.t.     |
| 48                                         | Michel Kreder          | Team Garmin-Barracuda  | +5'13"   |

## Eindklassementen
| Plaats    | Naam                 | Ploeg                  | Tijd     |
| --------- | -------------------- | ---------------------- | -------- |
| Gele trui | Cadel Evans          | BMC Racing Team        | 7u03'43" |
| 2         | Pierrick Fédrigo     | FDJ-BigMat             | +8"      |
| 3         | Michael Rogers       | Sky ProCycling         | z.t.     |
| 4         | Lars Petter Nordhaug | Sky ProCycling         | +9"      |
| 5         | Rinaldo Nocentini    | AG2R-La Mondiale       | z.t.     |
| 6         | Maxime Monfort       | RadioShack-Nissan-Trek | +23"     |
| 7         | Igor Antón           | Euskaltel-Euskadi      | +38"     |
| 8         | Thomas Lövkvist      | Sky ProCycling         | +42"     |
| 9         | Hubert Dupont        | AG2R-La Mondiale       | +47"     |
| 10        | Christophe Riblon    | AG2R-La Mondiale       | +1'11"   |
|           |                      |                        |          |
| 43        | Tom Dumoulin         | Project 1T4I-Felt      | +6'56"   |

| Plaats      | Naam           | Ploeg             | Punten |
| ----------- | -------------- | ----------------- | ------ |
| Groene trui | Cadel Evans    | BMC Racing Team   | 23     |
| 2           | Simon Geschke  | Project 1T4I-Felt | 18     |
| 3           | Michael Rogers | Sky ProCycling    | 16     |

| Plaats        | Naam             | Ploeg                  | Punten |
| ------------- | ---------------- | ---------------------- | ------ |
| Bolletjestrui | Matteo Montaguti | AG2R-La Mondiale       | 24     |
| 2             | George Bennett   | RadioShack-Nissan-Trek | 12     |
| 3             | Pierrick Fédrigo | FDJ-BigMat             | 6      |

| Plaats     | Naam                | Ploeg                | Tijd     |
| ---------- | ------------------- | -------------------- | -------- |
| Witte trui | Cyril Gautier       | Team Europcar        | 7u05'12" |
| 2          | Alexandre Geniez    | Project 1T4I-Felt    | +4"      |
| 3          | John Darwin Atapuma | Colombia-Coldeportes | +1'43"   |

| Plaats | Ploeg            | Tijd      |
| ------ | ---------------- | --------- |
|        | Sky ProCycling   | 21u12'07" |
| 2      | AG2R-La Mondiale | +9"       |
| 3      | BMC Racing Team  | +3'34"    |

1932 · 1933 · 1934 · 1935 · 1936 · 1937 · 1938 · 1939 · 1940 · 1941 (bezet + vrij) · 1942 (bezet + vrij) · 1943 (bezet + vrij) · 1944 · 1945 · 1946 · 1947 · 1948 · 1949 · 1950 · 1951 · 1952 · 1953 · 1954 · 1955 · 1956 · 1957 · 1958 · 1959 · 1960 · 1961 · 1962 · 1963 · 1964 · 1965 · 1966 · 1967 · 1968 · 1969 · 1970 · 1971 · 1972 · 1973 · 1974 · 1975 · 1976 · 1977 · 1978 · 1979 · 1980 · 1981 · 1982 · 1983 · 1984 · 1985 · 1986 · 1987 · 1988 · 1989 · 1990 · 1991 · 1992 · 1993 · 1994 · 1995 · 1996 · 1997 · 1998 · 1999 · 2000 · 2001 · 2002 · 2003 · 2004 · 2005 · 2006 · 2007 · 2008 · 2009 · 2010 · 2011 · 2012 · 2013 · 2014 · 2015 · 2016
Etappewedstrijden

 Ster van Bessèges · 
 Ronde van de Middellandse Zee · 
 Ruta del Sol · 
 Ronde van de Algarve · 
 Ronde van de Haut-Var · 
 Driedaagse van West-Vlaanderen · 
 Internationale Wielerweek · 
 Internationaal Wegcriterium · 
 Driedaagse van De Panne-Koksijde · 
 Ronde van de Sarthe · 
 Ronde van Trentino · 
 Ronde van Turkije · 
 Ronde van Asturië · 
 Vierdaagse van Duinkerke · 
 Ronde van Azerbeidzjan · 
 Szlakiem Grodòw Piastowskich · 
 Ronde van Castilië en León · 
 Ronde van Picardië · 
 Ronde van Noorwegen · 
 World Ports Classic · 
 Ronde van Beieren · 
 Ronde van België · 
 Tour des Fjords · 
 Ronde van Estland · 
 Ronde van Luxemburg · 
 Boucles de la Mayenne · 
 Ster ZLM Toer · 
 Ronde van Slovenië · 
 Route du Sud · 
 Ronde van Oostenrijk · 
 Sibiu Cycling Tour · 
 Ronde van Wallonië · 
 Ronde van Portugal · 
 Ronde van Denemarken · 
 Ronde van de Ain · 
 Ronde van Burgos · 
 Arctic Race of Norway · 
 Ronde van de Limousin · 
 Ronde van Poitou-Charentes · 
 Wielerweek van Lombardije · 
 Ronde van Groot-Brittannië · 
 Ronde van Gévaudan Languedoc-Roussillon · 
 Eurométropole Tour
Eendaagse wedstrijden

 GP La Marseillaise · 
 Grote Prijs van de Etruskische Kust · 
 Trofeo Palma · 
 Trofeo Ses Salines · 
 Trofeo Serra de Tramuntana · 
 Trofeo Platja de Muro · 
 Trofeo Laigueglia · 
 Ronde van Murcia · 
 Omloop Het Nieuwsblad · 
 Classic Sud Ardèche · 
 GP Lugano · 
 Clásica de Almería · 
 Kuurne-Brussel-Kuurne · 
 La Drôme Classic · 
 Le Samyn · 
 GP Città di Camaiore · 
 Strade Bianche · 
 Roma Maxima · 
 Ronde van Drenthe · 
 Dwars door Drenthe · 
 Nokere Koerse · 
 GP Nobili Rubinetterie · 
 Handzame Classic · 
 Classic Loire-Atlantique · 
 Grote Prijs van Cholet-Pays de Loire · 
 Dwars door Vlaanderen · 
 Route Adélie de Vitré · 
 Volta Limburg Classic · 
 Grote Prijs Miguel Indurain · 
 Ronde van La Rioja · 
 Scheldeprijs · 
 GP Pino Cerami · 
 Klasika Primavera · 
 Parijs-Camembert · 
 Brabantse Pijl · 
 GP Denain · 
 Ronde van de Finistère · 
 Tro Bro Léon · 
 Ronde van Keulen · 
 La Roue Tourangelle · 
 Rund um den Finanzplatz Eschborn-Frankfurt · 
 Ronde van de Somme · 
 ProRace Berlin · 
 Grote Prijs van Plumelec · 
 Boucles de l'Aulne · 
 Ronde van Zeeland Seaports · 
 Trofeo Melinda · 
 GP Kanton Aargau · 
 Ronde van Limburg · 
 Ronde van de Apennijnen · 
 Halle-Ingooigem · 
 Trofeo Matteotti · 
 Prueba Villafranca de Ordizia · 
 GP Industria & Artigianato-Larciano · 
 Ronde van Toscane · 
 Circuito de Getxo · 
 Polynormande · 
 RideLondon Classic · 
 GP Stad Zottegem · 
 Dutch Food Valley Classic · 
 Châteauroux Classic de l'Indre · 
 Druivenkoers Overijse · 
 Ronde van Veneto · 
 Schaal Sels · 
 Memorial Rik Van Steenbergen · 
 Brussels Cycling Classic · 
 GP Fourmies · 
 Ronde van de Doubs · 
 GP Jef Scherens · 
 Coppa Bernocchi · 
 Coppa Agostoni · 
 GP van Wallonië · 
 Ronde van de Drie Valleien · 
 Kampioenschap van Vlaanderen · 
 Memorial Marco Pantani · 
 Grote Prijs Impanis-Van Petegem · 
 GP van Isbergues · 
 GP Industria & Commercio di Prato · 
 Omloop van het Houtland · 
 Duo Normand · 
 Milaan-Turijn · 
 Ronde van Piëmont · 
 Ronde van het Münsterland · 
 Pro Cycling Marathon · 
 Ronde van de Vendée · 
 Memorial Frank Vandenbroucke · 
 Coppa Sabatini · 
 Parijs-Bourges · 
 Ronde van Emilia · 
 GP Beghelli · 
 Parijs-Tours · 
 Nationale Sluitingsprijs · 
 Ronde van Romagna · 
 Chrono des Nations